# Polyhydroxybutyrátová vlákna

Chemická struktura PHB

Polyhydroxybutyrátová  vlákna jsou výrobky z přírodních polymerů – polyhydroxybutyrátů (mezinárodní zkratka PHB), odvozených od biodegradovatelných polyhydroxyalkonátů  (PHA). PHB objevil franzouzský mikrobiolog Lemoignen v roce 1926. Celosvětová výroba PHB vláken se odhadovala v roce 2022 na méně než 1000 tun.

## Způsob výroby
PHB se vyrábí hlavně kvašením mikroorganizmů z (cca 40 možných) obnovitelných surovin a zvlákňuje z  taveniny. Při sedminásobném dloužení vláken se dosahuje odváděcí rychlost až 3500 m/min. Nedostatky zvlákňovací technologie (problémy se řízením procesu a nízká stabilita vlákna) se dosud (2024) nepodařilo odstranit.

## Vlastnosti vláken
Hustota 1,2-1,25 g/cm³, pevnost 27 cN/tex, modul pružnosti 630 cN/tex, roztažnost cca 6 %, odbouratelnost (po 120 dnech) cca 15 %, cena (2022) 2-8 €/kg 

## Použití
Zejména:  tkáňové nosiče – pletené (v kožní medicíně), 3D tisk (v kostní m.)